# La Lumière du monde (Hunt)

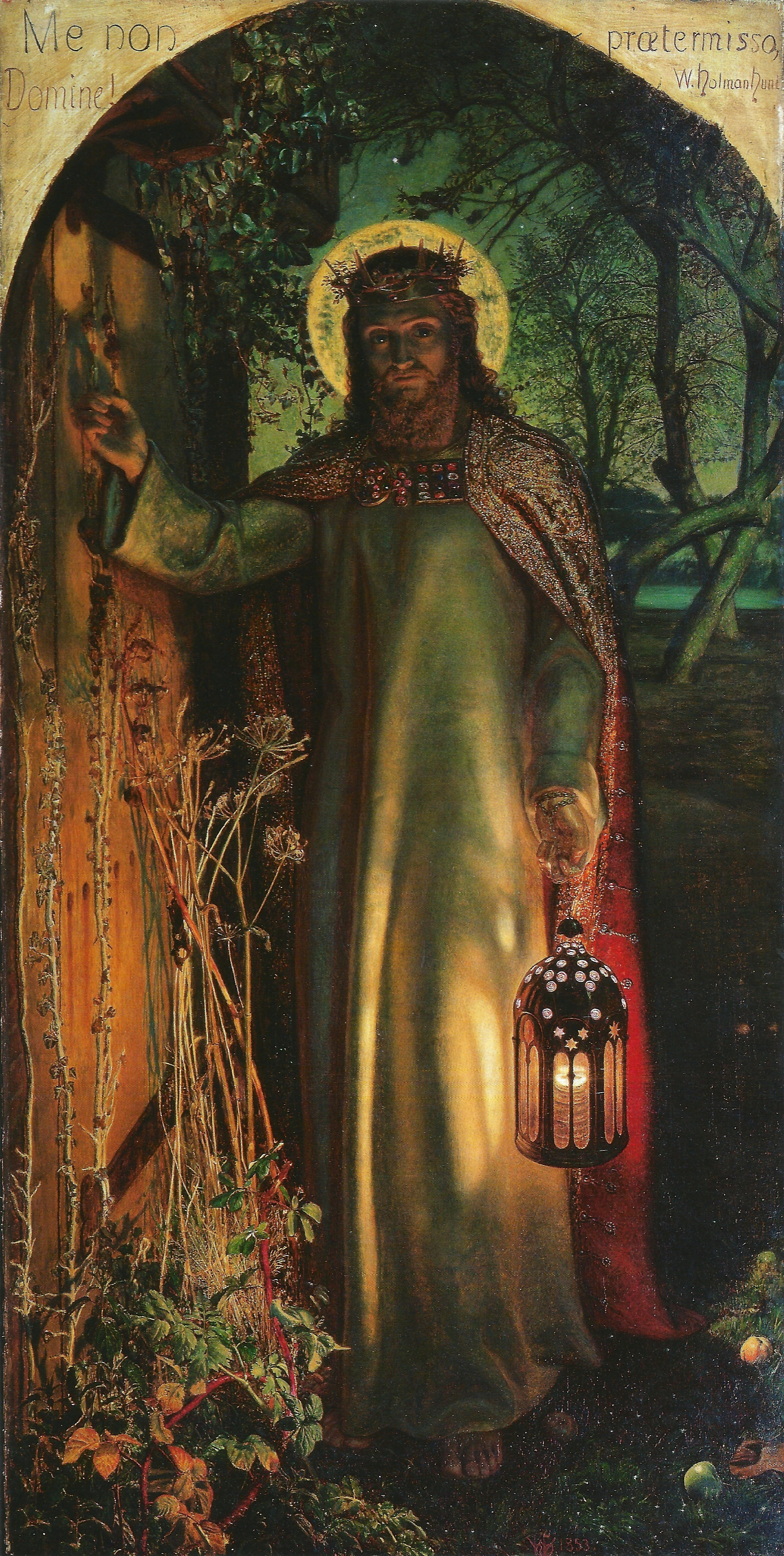
William Holman Hunt, The Light of the World, 1853-1854, huile sur toile, 59,8 cm x 125,5 cm, Keble College, Oxford.

Pour les articles homonymes, voir La Lumière du monde.
La Lumière du monde est un tableau peint par William Holman Hunt , un des cofondateurs de la Confrérie des Préraphaélites. C'est un tableau chargé de symboles et montrant Jésus frappant à une porte fermée. 

## Historique
Il existe 3 versions de La Lumière du monde :

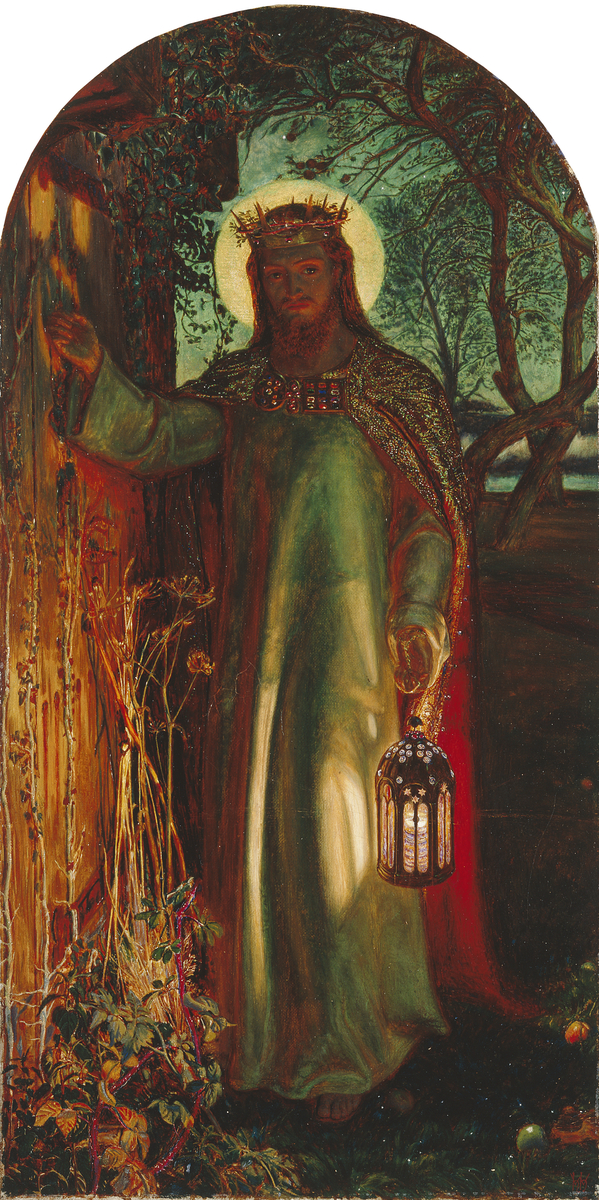
William Holman Hunt The Light of the World, 1851-1856, dimensions toile avec le cadre, Manchester Art Gallery, réf. 1912.53.

La première version peinte entre 1853 et 1854 se trouve à Keble College, Oxford, une autre version se trouve à Manchester Art Gallery et la dernière version de 1904 est visible à la Cathédrale Saint-Paul de Londres.
Hunt a peint la dernière version de La Lumière du monde quelques années avant sa mort. Sa vue était défaillante, il était aidé par son élève, Edward Hughe. 
Outre les dimensions, il existe aussi de petites différences entre ces trois versions, notamment dans la dernière : l'auréole de Jésus n'est pas peinte comme un disque plein, mais comme un cercle lumineux.

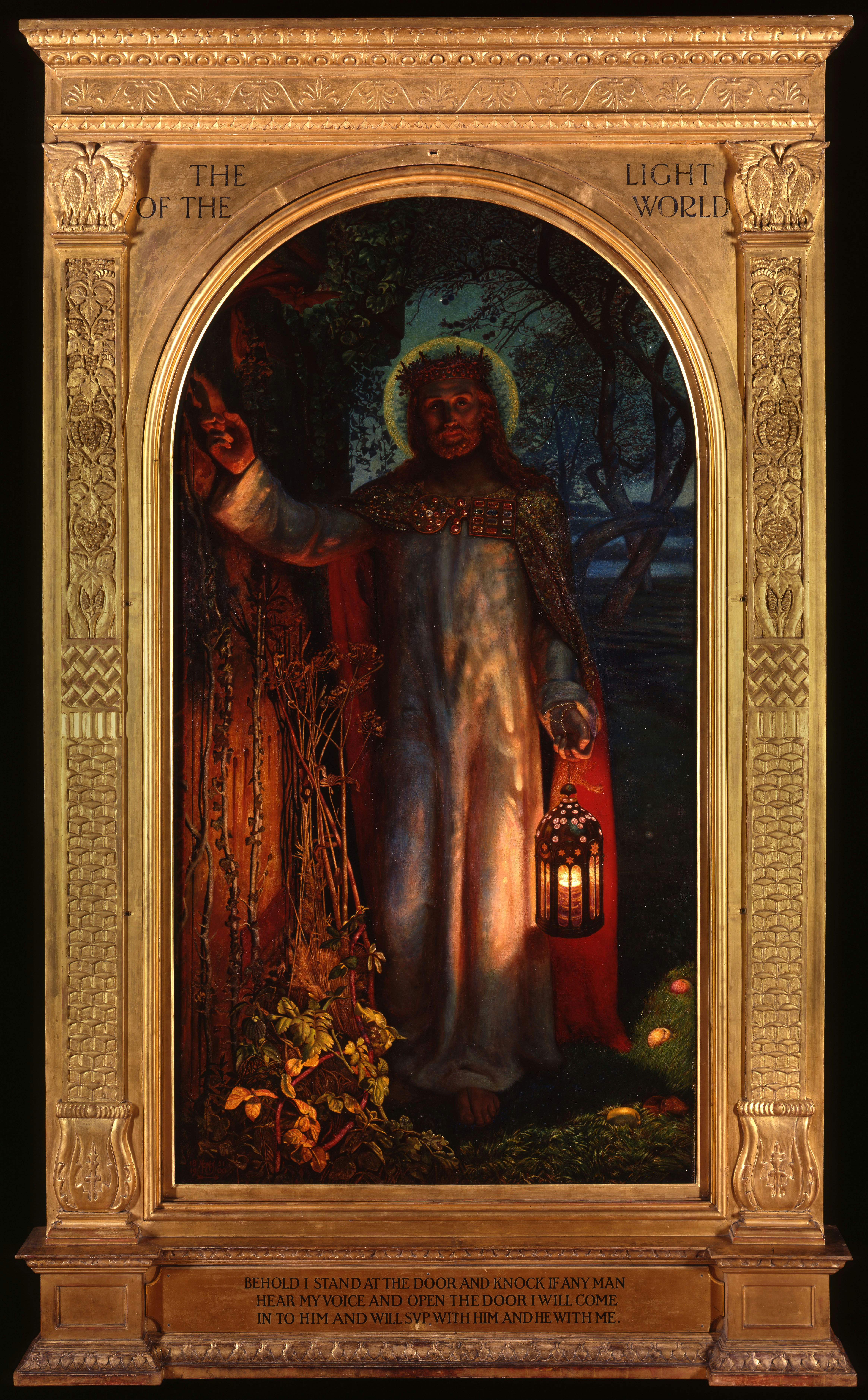
William Holman Hunt, The Light of the World, 1900–1904, huile sur toile, 304,8 cm x 193 cm, réf. 8190, Don de Sir Charles Booth, 1908, Cathédrale Saint-Paul, Londres.

« La Lumière du monde » a été présentée pour la première fois au public lors de l’exposition de l’Académie Royale en 1854. Le public l’a accueillie assez froidement. De plus, certains y ont vu l’apologie du catholicisme. Le célèbre théoricien de l'art John Ruskin a envoyé un article à l’éditeur du « Times » expliquant la signification symboliste de l’œuvre. Dans sa lettre datée du 5 mai 1854, Ruskin l’a qualifiée de l'une des plus belles œuvres religieuses jamais créées.
L’œuvre de Hunt est à la fois réaliste et symbolique. C’est le Christ lui-même qui frappe à la porte de l’âme humaine.

## Sujet et symbolique du tableau
Le Christ occupe presque tout l'espace de la toile. Il est représenté physiquement comme un humain (un contraste avec l'art académique traditionnel, où tout le divin était représenté idéalisé au maximum).
La porte est un symbole de l'âme humaine fermée à son appel. 
La lumière du monde est, bien sûr, le Christ lui-même.  « Tant que je suis dans le monde, je suis la lumière du monde ». (Evangile de Jésus-Christ selon saint Jean 9, 1-7 ).
La porte n'a pas de poignée. La seule façon de l'ouvrir est de l'intérieur. Une personne qui entend le message de Jésus doit l'accepter et ouvrir sa vie pour l'admettre.
Les mauvaises herbes autour de la porte symbolisent le péché. Elles empêchent l'ouverture de la porte, tout comme les péchés empêchent souvent les gens de suivre le Christ. 
Les fruits, tombés au sol, sont pourris. Cela symbolise la façon dont certaines personnes traitent l'invitation de Jésus. Comme les mauvaises herbes autour de la porte, c'est un symbole de désolation et de décadence, qui accompagne une vie vécue sans la lumière du monde.
La lanterne dans sa main est un symbole de conscience et de salut, et l'image entière illustre à la fois la citation biblique déjà citée et l'autre de l’Apocalypse : « Voici, je me tiens à la porte, et je frappe. Si quelqu'un entend ma voix et ouvre la porte, j'entrerai chez lui, je souperai avec lui, et lui avec moi. » (Apocalypse 3:20).
La structure de la lanterne est assez complexe : ses sept surfaces symbolisent les sept Églises de l'Apocalypse, et les trous de formes diverses - différentes formes de religion, unies par une lumière commune. De petits trous dans le haut de la lampe représentent des étoiles pointues et des lunes en croissant, les symboles du judaïsme et de l'islam. Les musulmans vénèrent Jésus (Isa) comme un prophète important, bien qu'ils ne le considèrent pas comme divin. Les chrétiens croient que Jésus est la lumière pour tous et frappe à la porte de chacun.

## Influence
À l'époque victorienne, « La Lumière du monde » était très populaire et a inspiré plusieurs illustrateurs, poètes et compositeurs, notamment Arthur Sullivan qui, en 1873, a écrit l'oratorio « La Lumière du monde », Horatio Bonar, écrivain écossais qui, en 1872, a écrit des poèmes populaires « The song of new creation », William Henry Fisk qui a dessiné « The Guest » (1867) et W. Rainey qui a gravé « Christ before thy door is waiting » (1883).